# Stegonia hyalinotrichum
Stegonia hyalinotrichum är en bladmossart som beskrevs av Richard Henry Zander 1993. Stegonia hyalinotrichum ingår i släktet Stegonia och familjen Pottiaceae. Inga underarter finns listade i Catalogue of Life.